# تک تیرانداز نخبه
تک تیرانداز نخبه (به انگلیسی: Sniper Elite) مجموعه بازی ویدئویی در سبک تیراندازی تاکتیکی است که توسط ربلیون دیولپمنتس توسعه یافته است. این بازی در سبک تیراندازی سوم شخص قرار دارد و بر رویکردی غیرمستقیم در نبرد تأکید می‌کند و بازیکن را به عنوان یک تک‌تیرانداز تشویق می‌کند تا از مخفی‌کاری استفاده کرده و فاصله خود را از سربازان دشمن حفظ کند.
بازی‌های اصلی این مجموعه داستان ستوان کارل فایربرن یک مأمور بریتانیایی-آمریکایی از سازمان اجرایی عملیات ویژه و دفتر خدمات راهبردی را دنبال می‌کنند که در حال مبارزه با نیروهای نیروهای محور در جریان جنگ جهانی دوم است. این مجموعه نقدهای مثبتی از سوی منتقدان دریافت کرده و بیش از ۳۰ میلیون نسخه فروش داشته است.

## گیم‌پلی
Sniper Elite یک تیراندازی سوم شخص است که شامل عناصر بازی مخفی‌کاری و تیراندازی اول شخص می‌شود. بسیاری از مراحل تک‌نفره دارای مسیرهای متعددی هستند که بازیکن می‌تواند از آن‌ها برای اجتناب از درگیری مستقیم استفاده کند. بازی در جنگ جهانی دوم جریان دارد و شخصیت اصلی آن،ستوان کارل فایربرن، مأموری بریتانیایی_آمریکایی از دفتر خدمات راهبردی است که از تسلیحات متناسب با آن دوران بهره می‌برد. سلاح اصلی در طول بازی تفنگ تک‌تیرانداز است، اما بسته به شرایط، اسلحه‌های جانبی مانند مسلسل دستی و تپانچه نیز قابل استفاده هستند. علاوه بر نارنجک دستی، بازیکن می‌تواند از تله‌های سیم‌تریپ، مین‌های زمینی و دینامیت نیز بهره ببرد. همچنین، بازیکن می‌تواند به نارنجک‌های دشمن شلیک کند و باعث انفجار آن‌ها شود.
دوربین دوچشمی برای علامت‌گذاری دشمنان در دیدرس به کار می‌رود و موقعیت و حرکات آن‌ها را برای بازیکن نمایش می‌دهد. وضعیت‌های مختلف مانند نشستن یا دراز کشیدن می‌تواند باعث افزایش دقت تیراندازی شود، و بازیکن می‌تواند با نگه‌داشتن نفس، تمرکز بیشتری برای افزایش دقت داشته باشد. واقع‌گرایی بالستیکی به‌صورت اختیاری فعال می‌شود و عواملی مانند جهت و شدت باد و افت گلوله را در نظر می‌گیرد که می‌تواند نتیجه شلیک را حتی با استفاده از دوربین تفنگ تغییر دهد.
در تک‌تیرانداز نخبه ۲ ویژگی «دوربین مرگ اشعه ایکس» معرفی شد، که در صورت شلیک موفق و مهارتی، گلوله را در حالت حرکت آهسته از تفنگ تا نقطه برخورد هدف دنبال می‌کند و نمایی اشعه ایکس از بدن قربانی و آسیب وارده به اندام‌ها و استخوان‌ها را نمایش می‌دهد. در Sniper Elite III مکانیک‌های مخفی‌کاری بازبینی شد. یک نماد چشم، میزان شناسایی بازیکن توسط دشمن را نشان می‌دهد. سربازان دشمن نیز دارای یک نشانگر دایره‌ای بالای سر خود هستند که وضعیت هشدار آن‌ها را نشان می‌دهد. بازیکنان مجبورند به‌صورت دوره‌ای موقعیت خود را تغییر دهند تا از شناسایی جلوگیری کنند، و یک تصویر شبح‌گونه سفید رنگ، آخرین موقعیت شناخته‌شده بازیکن را نمایش می‌دهد تا دشمنان در محدوده وسیع‌تری به جستجو بپردازند.

## بازی‌ها
| سال  | عنوان                                  | پلتفرم(ها)                                                                      |
| ---- | -------------------------------------- | ------------------------------------------------------------------------------- |
| ۲۰۰۵ | تک تیرانداز نخبه ۱                     | مک‌اواس، مایکروسافت ویندوز، پلی‌استیشن ۲, وی، ایکس‌باکس (کنسول)                    |
| ۲۰۱۲ | تک‌تیرانداز نخبه ۲                      | مایکروسافت ویندوز, نینتندو سوئیچ، پلی‌استیشن ۳, وی یو، ایکس‌باکس ۳۶۰              |
| ۲۰۱۴ | تک‌تیرانداز نخبه ۳                      | ویندوز, نینتندو سوئیچ, پلی استیشن ۳, پلی استیشن ۴, ایکس باکس ۳۶۰, ایکس باکس وان |
| ۲۰۱۷ | تک‌تیرانداز نخبه ۴                      | ویندوز, پلی استیشن ۴, ایکس باکس وان, , گوگل استادیا                             |
| ۲۰۱۹ | تک تیر انداز نخبه ۲ نسخه بازسازی شده   | ویندوز, پلی استیشن ۴, ایکس باکس وان                                             |
| ۲۰۲۱ | تک تیرانداز نخبه وی ار                 | Microsoft Windows, PlayStation 4, Oculus Quest                                  |
| ۲۰۲۲ | تک‌تیرانداز نخبه ۵                      | ویندوز , پلی استیشن ۴, پلی‌استیشن ۵, ایکس باکس وان, ایکس‌باکس سری اکس و سری اس    |
| ۲۰۲۳ | تک تیرانداز نخبه وی ار: جنگاوری زمستان | Meta Quest 2, 3 and Pro                                                         |
| ۲۰۲۵ | تک تیرانداز نخبه: مقاومت               | مایکروسافت ویندوز، پلی استیشن ۵ ،ایکس‌باکس سری اکس و سری اس                      |